# Kaplon nemzetség
Kaplon nemzetség (Caplon, Coplyon, Caplan, Coplyan, Kaplony, Kaplyon, Kaplyn, Koplon, Koplen, Kopplyan) Árpád-kori nemzetség, amelyet a honfoglaló ősök egyenes leszármazójának tartanak.

A Kaplon nemzetség címere

## Története
Kézai szerint a hét vezér ötödikétől, a Nyírségen lakó Köndtől származik, kinek fiait Kücsidnek és Kaplynnak (Cupian) hívták. A Képes krónika szerint Könd fiai Kücsid és Kaplon (Cupan) ütötték fel sátrukat a Nyírségen, ahol a keresztség felvétele után monostort alapítottak.
A nemzetség névadója Kaplon a Kraszna folyótól alkotott Ecsedi-láp balpartjától nem messze a Trianon óta Románia területére eső Kaplonyban Szent Márton tiszteletére monostort emelt. A nemzetség monostorának megépítésével a gyorsan szétágazó vérségi rokonsága között erős kapcsot alkotott. Az okiratokban fellelhető adatokból következtethetően e Kaplon virágzását a 11. század végére tehetjük.

## Ágai
A Kaplon nemzetség ismert ágai a következők: dunántúli ágak, a Károlyi-, Lelei-, Nagymihályi- (Nagy-Mihályi), Imegi-, Tákosi-, Sályi-, Paposi-, Vitkai- és Kendi-Lónai ágak.
Mint számos más nagy nemzetség (Tomaj , Pok, Szente-Mágócs, Gutkeled), a Kaplon nemzetség is eredetileg a Dunántúlon lakott, és onnan költözött a Tiszántúl kevésbé népes vidékére, nevezetesen a Kraszna–Szamos mentére, és ágai: a Bagosi, Csomaközi, Károlyi, Vadai és Vetési családok onnan terjedtek észak, kelet és dél felé.

### Dunántúli ágak
A dunántúli nemzetségek birtokai Vas, Zala, Veszprém és Komárom megyékben voltak ismertek.
Vas megyében élt I. Márton, a Kaplonok közül ő az első aki ismert. Az 1205–1206-os években Vas megyei ispán volt, és e hivatalát még 1236-ban is emlegetik. Három fia ismert: Zaland (1226-1262), II. Márton (1262-1266) és Kázmér (1257).
Zaland (neve Zlandus, Zelandus, Zalandus alakokban ismert), aki IV. Béla király idejében élt, még apjánál is nagyobb hírnévre, méltóságra tett szert. 1226-36 között székesfehérvári olvasó-kanonok, emellett 1226-ban a királyné kancellárja, 1236-ban szülőföldjén, Zala megyében a várföldek visszavételére küldött bizottság tagja, 1241-45 között pozsonyi prépost és veszprémi kanonok is, 1245-től 1262-ig pedig veszprémi püspök. 1236-ban megvette rokonától, Andornak fia Jánostól a Zala megyei Szántó (ma Zalaszántó) falut. 1242-ben szántói birtokát Tátika nemzetségbeli II. Tátika lerombolta. Ennek kárpótlása fejében 1248-ban megkapta a későbbi tátikai várhegyet. E hegyre aztán várat épített, és azt 1257-ben Szántó faluval együtt a veszprémi egyháznak ajándékozta. 1251-ben még Batyk mellett (Türjétől nyugatra) is volt egy faluja. Zaland a tátikai várban halt meg, 1262-ben.
I. Márton másik két fiának neve testvérük, Zaland 1257-es hagyományozó okleveléből ismert (F. IX/7.), melyben mindketten beleegyezésüket adták abba, hogy Szántó, a volt Kaplon-birtok a veszprémi egyházé legyen. II. Márton fiai: János, III. Márton és Mike (1262-1266) elkövették azt a hibát, hogy amint Zaland meghalt, lefoglalták a veszprémi egyház Tátika várában őrzött kincseit (pl. a király által  ajándékozott aranykelyhet) és azokat nem akarták visszaadni, majd a nagy szorongatás miatt V. István országrészébe (a Dunától keletre) menekültek, és a közös törvényszék előtt sem jelentek meg. IV. Béla király végül kénytelen volt elvenni tőlük Zala megyei Zalaegerszeg, Szántó, Nyirád és Szőcs nevű falvaikat, ezzel kárpótolva a veszprémi egyházat. A harmadik testvér Kázmér fia Csépán és rokonuk Jakab fia Bertalan ehhez beleegyezését adta.
A rokonságukhoz tartozó I. Andornak fia János (1236-1251) 1236-ban eladta szántói birtokrészét Zalandnak 1251-ben. E Jánost tartják annak a Terebesi II. Andornok apjának, aki 1300-ban Horhi nevű Veszprém megyei faluját elcserélte az Igmánd nemzetségbeli Csete Lőrinccel a Zemplén megyei Tőketerebes melletti Gercsely (Kersen) falura. Ennek a Terebesi II. Andornoknak is János volt az apja, és mint Horhi fekvése mutatja, Veszprém vármegyéből származott Zemplénbe. I. Andornak ismeretlen nevű leánya 1248-ban Fuurhfia Péternek özvegye, az esztergomi káptalan előtt tett beismerése szerint megkapta hitbérét és hozományát.
Az ugyancsak a rokonsághoz tartozó Rubin leánya, Anna 1267-ben (a Koppán nemzetség bábolnai ágához tartozó) Bábolnai Koppán Miklós özvegyeként fordul elő. A maga és anyja hozománya fejében 1267-ben, vagy valamivel az előtt kapta a Komárom megyei, Tatától délkeletre eső Gyarmat (ma Gyarmatpuszta) egy részét. Ezt 1276-ban Pok Lukácsnak és fiainak ajándékozza. Az ághoz tartozó Sándor fia Jakab 1298-ban az esztergomi János-lovagok előtt eladta muri (móri?) birtokát, amiből következtethető, hogy ő is a dunántúli ágakhoz tartozik.

### Lelei ág
A Lelei ág nevét a Szilágy megyei Lele faluról vette nevét, e falu volt állandó birtoka.
Az e ágból származó Kaplyon család is Lelei előnevet használt, és közeli rokonságban is állt a Károlyi ággal, valamint birtokaik is szomszédosak voltak egymással, és a Károlyi ág állandóan hangsúlyozta is elővételi jogát a Lelei ág birtokaira.
A Lelei ág első ismert őse György volt, kinek Illés nevű fia 1288-ban élt.
Illésnek két fia volt: Péter (1288) és János (1291-1227). Illés fiai közül csak János Tamás nevű fiát ismerjük (1337), akinek Benedek nevű fia ismert (1388), aki már Lelei előnevet használt.
Illés és fia Péter 1288-ban eladták vadai birtokukat, majd 1291-ben János is eladta berei részbirtokát. 1337-ben ugyancsak János fiával Tamással eladta nagy-lelei birtoka felét, valamint kislelei és cserii egész birtokát Márton dévai várnagynak adta el, de a Károlyi ág ez ellen 1334-ben és 1345-ben tiltakozott.
1388-ban Tamás fiát Benedeket említette egy oklevél, aki a Kusalyi Jakcs család javára tanúskodott.

### Nagymihályi ág
A Nagymihályi (Nagy-Mihályi) ág onnan kapta nevét, hogy birtokai zömmel a Zemplén vármegyei Nagymihály környékén feküdtek. Ez az ág a Sztáray család őse.
A III. András halála utáni trónviszály idején a Nagymihályiak már korán Károly Róbert oldalára álltak, és emiatt a király ellenségeitől (1311 után főleg Petenye fia Pétertől és testvéreitől, valamint Aba Amadé fiaitól) számos hatalmaskodást, kínzást, véromlást kellett elszenvedniük (az oligarchák hívei többüket megölték).
Nagymihályi Lőrinc fia Nagymihályi Gergely „serényen harcolt” a rozgonyi csatában, és életét kockáztatva védte Károly Róbertet a rátámadók ellenében.

### Tákosi ág
Ez az ág Bereg megyében, a Naménytól északkeletre fekvő Tákoson lakott.
A Tákosi ágnak csak három tagja ismert:
- I. Sándor, kinek fia II. Sándor (1321-1343) volt, valamint II. Sándor fiát Gergelyt (1353).
- II. Sándor: 1321-ben megvádolta a Semjénieket, hogy apját I. Sándort megölték, és tönkretették tákosi birtokát. 1327-ben egy oklevél szerint a Károlyi ág tagjaival együtt bizonyította, hogy Pilisy István fia András a Kaplyon nemzetségből származott. 1343-ban királyi ember volt és a Vámos-Atyával határos Tákos ura.
- Fia Gergely 1353-ban megidéztette a Lónyay családot Naményból.

### Paposi ág
A Paposi ág Szatmár- és Szabolcs megye határán, a Mátészalkától északnyugatra fekvő  Paposon lakott.
Ebből az ágból is csak két ízt ismert:
- I. Miklós és 3 fia: Iván (1327-41), II. Miklós (1327-41), László (1327-41)
- Csépán (1327)

I. Miklós fiai és Csépán paposi nemesek és a Kaplyon nemzetséghez tartoznak 1327-ben bizonyították, hogy Pilisy András fia István is a Kaplyon nemzetséghez tartozik.
I. Miklós fiai: Iván, II. Miklós és László 1341-ben jelen voltak a Papossal szomszédos Pályi határjárásánál.

### Vitkai- és Kendi-Lónai ágak
Ezek töredék ágak, közülük keveset ismerünk:
- I. Mihály ága:

I. Mihály, kinek 4 fia ismert.
- Gál (1300)
- II. Mihály (1300-1315 
- Demeter (1300) 
- Marczel (1300)
- I. Péter ága:

I. Péternek fia I. János (1315)
- Kaplyon (1315) ága:

Kaplyon fia I. Miklós volt (1330-1338)
- Pilisi István ága:

Pilisi István fia II. András volt (1327-1334)
- II. Miklós (1330)

1300-ban I. Mihály fiai a Vitkával majdnem határos szabolcs megyei Kis-Varsányban laktak, és tiltakoztak a gelénesi, vitkai, kolcsvai (kolcsi), karassai, kaplyoni és láposi; a Kaplon nemzetséget illető birtokok elidegenítése ellen.
1315-ben II. Mihály  és I. János, Kaplyon és Finta a Doboka megyei Lóna, a későbbi Kendi-Lóna
határait megjáratták.
1327-ben II. András a Károlyi-, Tákosi- és Paposi ágak tagjaival közösen igazolta azt, hogy ő valóban a Kaplon nemzetség tagja.
II. András ekkor a Nyír-Bátorral szomszédos Pilisen lakott.
1330-ban II. Péter, I. András, Finta, II. Pál, II. János, I. Miklós, II. András és II. Miklós esküt tesznek arra, hogy Kolcs és Vitka egy része valóban őket illeti.
1334-ben Demeter fiai: Finta és I. Pál, valamint Kaplyon fia: I. Miklós és Pilisi István fia: II. AndrásVitka határait megjáratták, s állításuk szerint a kaplyoni monostor Zopay nevű birtoka tulajdonképpen Vitkához tartozik.